# Донской (муниципальный округ)
Донско́й — бывший муниципальный округ Москвы, просуществовавший с 1991 года по 1995 год. Ныне территория входит в состав Донского района Южного административного округа Москвы.

## История
Муниципальный округ «Донской» был создан после административной реформы 1991 года и входил в состав Южного административного округа Москвы, хотя изначально его хотели отнести к Юго-Западному административному округу.
24 мая 1995 году муниципальный округ «Загородный» был включён в состав муниципального округа «Донской», который после принятия 5 июля 1995 году закона «О территориальном делении города Москвы» получил статус района Москвы и название «Донской».

## Границы муниципального округа
Граница муниципального округа «Донской» в 1991 году проходила:
от площади Гагарина по границе Нескучного сада до улицы Академика Петровского, до улицы Шаболовка, жилая застройка в границах: улицы Шаболовка до Конного переулка, по Конному переулку до Хавской улице, по Хавской улице до улицы Шухова, по 1-му Рощинскому проезду, границе Даниловского, Мусульманского кладбища, участок жилой застройки между улице Орджоникидзе и 4-м Загородным проездом, по 4-му Загородному проезду до площади Гагарина.